# Johann Jakob Wettstein

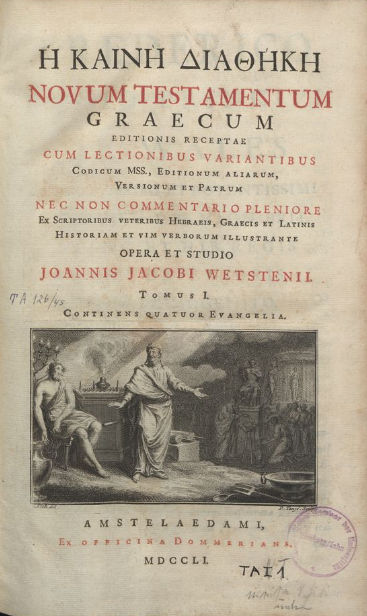
Titelblatt des ersten Bandes von Wettsteins Novum Testamentum Graecum (Amsterdam 1751)

Johann Jakob Wettstein (auch Wetstein; * 16. März 1693 in Basel; † 23. März 1754 in Amsterdam) war ein Schweizer reformierter Theologe. Wettstein war ein Begründer der Textkritik des Neuen Testaments. Seine Forschungen stellten den überlieferten Text mehrerer Bibelstellen in Frage, die traditionell als Schriftbeweise für die Zweinaturenlehre und die Trinitätslehre herangezogen wurden. Deshalb wurde ihm in Basel als Häretiker (Sozinianer) der Prozess gemacht, und er verlor 1730 seine Pfarrstelle.

## Leben

### Familiärer Hintergrund

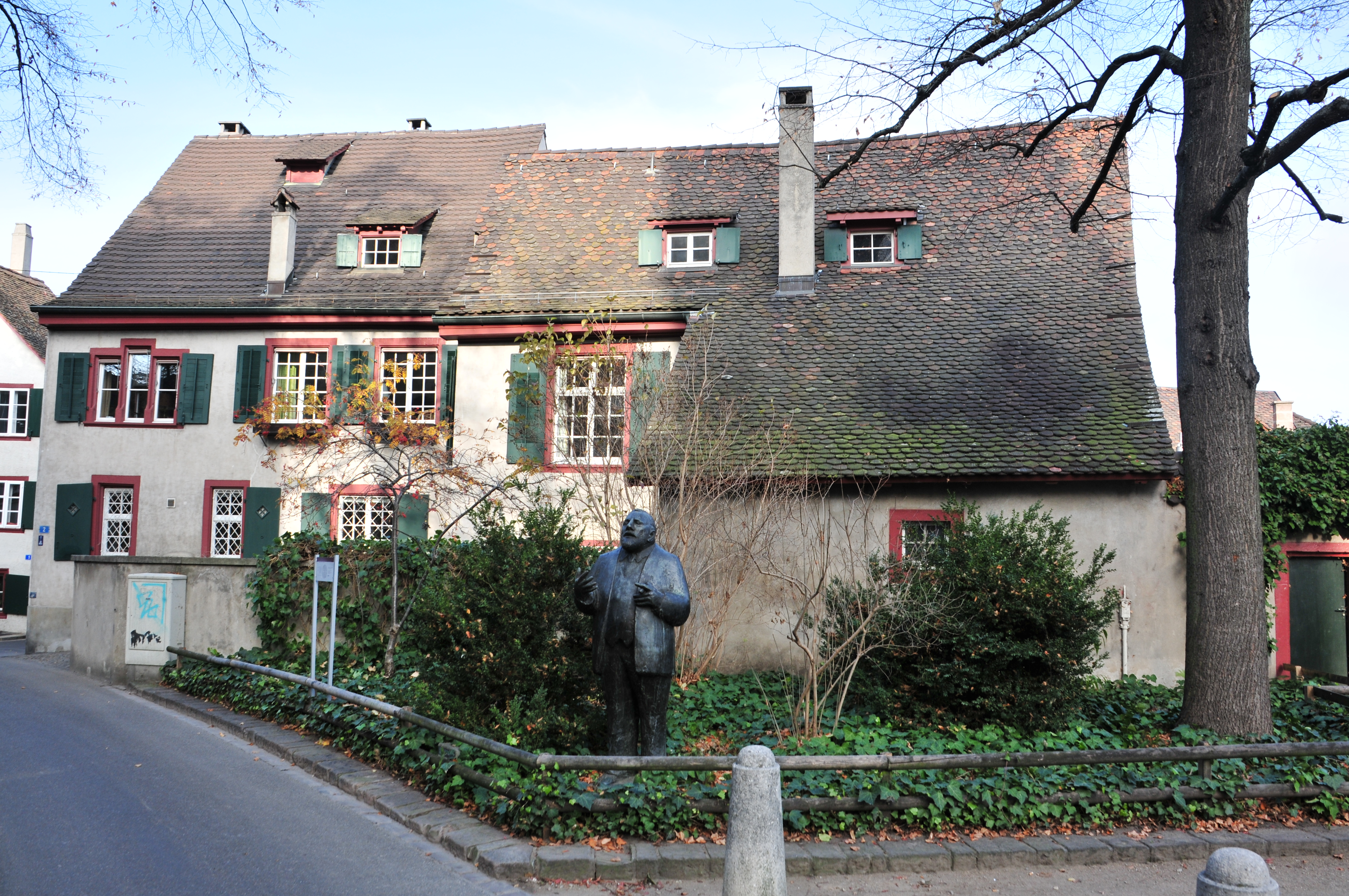
Basel, Leonhardskirchplatz 2: Ehemalige Schule, Pfarrhaus und Diakonatshaus der Leonhardskirche

Johann Jakob Wettsteins Eltern waren Johann Rudolf Wettstein und Sara geb. Sarasin. Sie heirateten im Dezember 1690 in Basel.
- Der Vater Johann Rudolf Wettstein (1663–1737) war Pfarrer. Er stammte aus einem wohlhabenden Basler Ratsgeschlecht: Sein Grossvater war der Basler Bürgermeister und Schweizer Diplomat Johann Rudolf Wettstein (1594–1666), der durch seine Teilnahme an den Verhandlungen, die den Westfälischen Frieden (1648) vorbereiteten, bekannt ist. Nach Studium der Theologie in seiner Heimatstadt und anschließender Bildungsreise durch mehrere Länder Europas amtierte er seit 1690 als Diaconus, später als Pfarrer an der Leonhardskirche, einer der vier Basler Hauptkirchen.[3]
- Die Mutter Sara Sarasin (1674–1758) stammte aus einer Hugenottenfamilie: der Tuchmacher Gédéon Sarasin aus Colmar hatte 1628 das Basler Bürgerrecht erworben und war in die Safranzunft aufgenommen worden.[4] Großkaufleute mit weitgespannten Handelskontakten wie die Sarasin integrierten sich schnell in die alte Basler Oberschicht.[5]

Die Eheleute Wettstein hatten 13 Kinder, von denen 11 am Leben blieben; Johann Jakob war ihr ältester Sohn.

### Studium in Basel

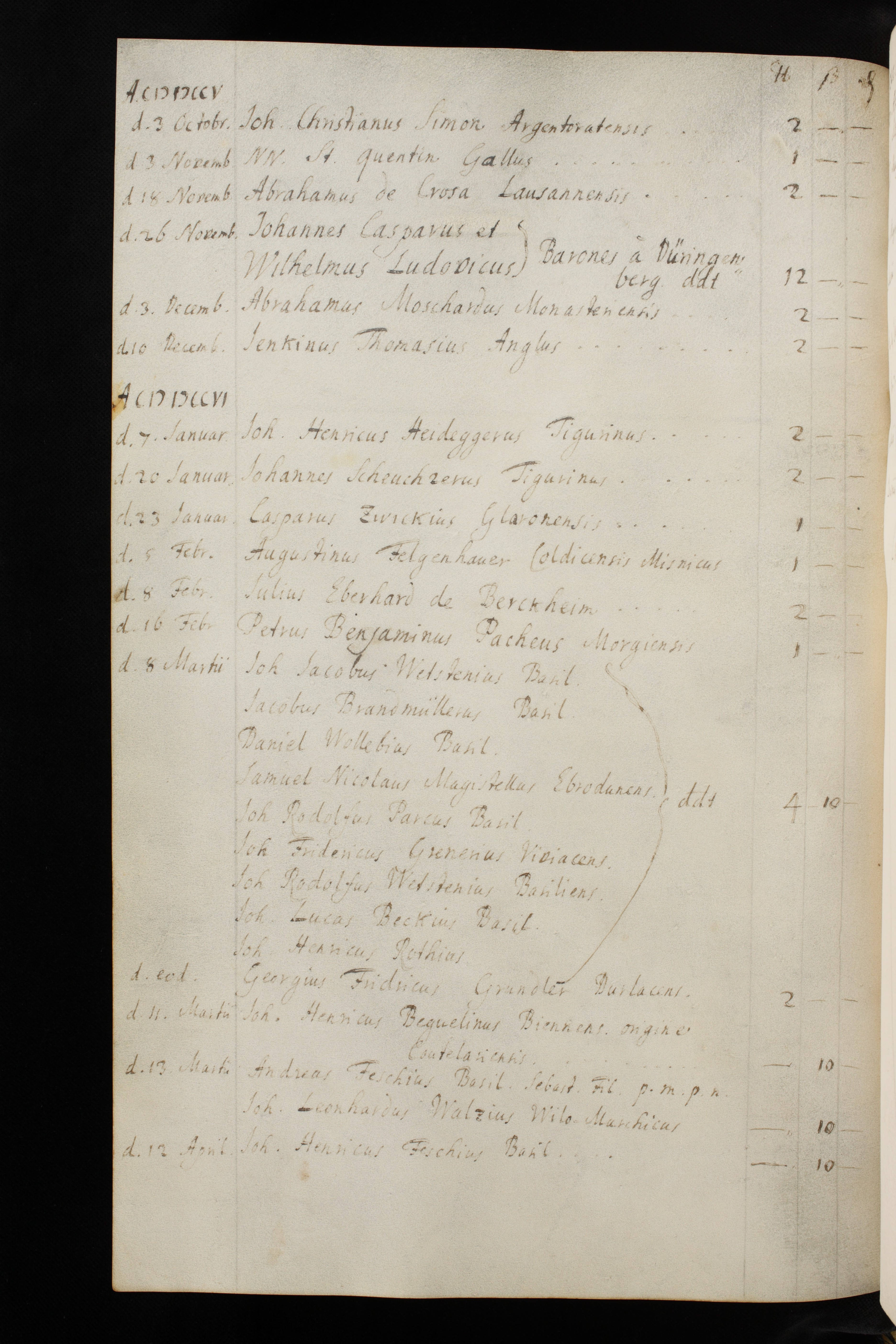
Eintrag Johann Jakob Wettsteins in der Matrikel der Universität Basel (Basel, Universitätsbibliothek, AN II 4a, fol. 131 v.)

Die Universität Basel hatte im ausgehenden 17. Jahrhundert an Bedeutung eingebüsst; die Studentenzahlen waren rückläufig. Einige Basler Familien besetzten fast alle Professorenstellen. Die Professuren wurden nach dem Vorbild von Staatsämtern seit 1688 in Basel per Loswahl vergeben. So trat Johann Jakob Wettstein als Student in einen «regionalen oder gar lokalen Lehrbetrieb [ein], den die Einheimischen dominierten».
Das Basler Schulsystem war im 17./18. Jahrhundert so aufgebaut, dass Wettstein bereits als Dreizehnjähriger mit dem Studium der Philosophie begann. Er immatrikulierte sich am 8. März 1706 an der Universität seiner Heimatstadt. Im Lauf von vier Jahren erlangte er erst den Grad des Bakkalaureus, dann des Magister. Karl Rudolf Hagenbach bemerkte dazu, ein Student der Philosophie sei damals allenfalls einem Tertianer des Deutschen Gymnasiums, ein Bakkalaureus einem Sekundaner, ein Magister einem Primaner vergleichbar gewesen. Indes waren unter Wettsteins damaligen Dozenten zwei bekannte Namen: Hebräisch und Orientalische Sprachen lernte er bei Johann Buxtorf dem Jüngeren, Mathematik bei Johann Bernoulli dem Älteren.
Im Frühjahr 1709 immatrikulierte sich Wettstein für das Studium der Theologie. Seine akademischen Lehrer waren Samuel Werenfels, Jakob Christoph Iselin und Johann Ludwig Frey. Insbesondere Werenfels vertrat die an der Basler Universität vorherrschende Vernünftige Orthodoxie, die zwischen dogmatischer Tradition und modernem Denken zu vermitteln versuchte. Das zeigte sich in der Frontstellung gegen die Formula Consensus von 1675, welche einerseits die Prädestinationslehre, andererseits die Inspiration des Bibeltextes bis in die Vokalzeichen des masoretischen Textes im Alten Testaments in schroffer Weise verbindlich machte. Während die Formula Consensus in Zürich, Bern und Schaffhausen in voller Geltung stand, fand Wettstein ein für seine Studien günstiges, freieres Klima an der Universität seiner Heimatstadt vor.
Als Student zeigte er ein besonderes Interesse für griechische Handschriften des Neuen Testaments; sein Onkel, der Philologe Johann Rudolf Wettstein, unterstützte ihn dabei und machte ihm zugänglich, was die Basler Bibliothek an Manuskripten bot. Der Student Wettstein sammelte vom Textus receptus der Bibeldrucke abweichende Lesarten aus der handschriftlichen Überlieferung des griechischen Neuen Testaments. Bei seiner Promotion 1713 verteidigte er unter dem Vorsitz Freys die These, dass solche Varianten der Integrität der Bibel nicht schadeten (Dissertatio de variis lectionibus Novi Testamenti). Der römisch-katholische Textkritiker Richard Simon hatte die These vertreten, dass das protestantische Schriftprinzip durch die Varianten der Textüberlieferung unbrauchbar sei; die Autorität des kirchlichen Lehramts und der Tradition sei zum Verständnis der Bibel unverzichtbar. Dagegen behauptete Wettstein ganz im Einklang mit seiner evangelisch-reformierten Tradition, dass der Christ alles, was er zu seinem Heil wissen müsse, in der Bibel als dem inspirierten Wort Gottes finde. Anstelle der Verbalinspiration, wie sie die zeitgenössische (hochorthodoxe) reformierte Dogmatik lehrte, setzte Wettstein das Konzept der Sachinspiration; damit stellte er sich in die Tradition des englischen Deismus. Die Hochorthodoxie ignorierte hingegen das Phänomen verschiedener Lesarten und verteidigte die Gleichsetzung Bibelwort = Gotteswort = Textus receptus. Jede Kritik am Textus receptus war damit ein Angriff auf den christlichen Glauben als Ganzes. Wettstein hatte bereits während seines Studiums zu viel an «Abschreibfehlern, Dittographien, Itazismen, nachträglich in den Text gelangten Glossen und dergleichen» mit eigenen Augen in den frühen Bibelhandschriften gesehen, um diese Verbalinspirationslehre nachvollziehen zu können.
Nach seiner Dissertation kollationierte Wettstein den Codex Basilensis, eine Majuskelhandschrift des Neuen Testaments, und bemerkte, dass dieser Codex für die Druckausgabe von John Mill (1707) fehlerhaft ausgewertet worden war. Da der Codex Alexandrinus von Brian Walton in seiner Londoner Polyglottbibel (1657) mit dem Sigel A bezeichnet worden war, kam Wettstein auf den Gedanken, Majuskelhandschriften des Neuen Testaments einheitlich mit Großbuchstaben, Minuskelhandschriften dagegen mit arabischen Ziffern zu bezeichnen. Dies wird bis heute so gehandhabt.

### Bibliotheksreisen und Dienst als Feldprediger (1714–1717)
Mit Empfehlungsbriefen Freys trat Wettstein im April 1714 eine Bildungsreise an, die ihn zunächst über Zürich und Bern nach Genf führte. Hier blieb er länger und reiste dann über Lyon weiter nach Paris. Überall steuerte er die Bibliotheken an, sichtete Handschriften und machte sich Notizen. So liess er sich in Zürich die lateinische Bibel Karls des Großen vorlegen und interessierte sich auch für die Abschrift der griechischen Paulusbriefe, die Huldrych Zwingli eigenhändig angefertigt hatte.
Im August 1715 traf Wettstein in England ein und besuchte Oxford, London und Cambridge. Hier studierte er zwei biblische Majuskelcodices des 5. Jahrhunderts: den Codex Alexandrinus und den Codex Bezae. Letzterer enthielt die vier Evangelien und die Apostelgeschichte auf Griechisch mit lateinischer Übersetzung; Wettstein schrieb ihn vollständig ab. Im Codex Alexandrinus entdeckte Wettstein ein aufschlussreiches Detail. In dem Vers 1 Tim 3,16  hatten einige Manuskripte das Relativpronomen „welcher“ ΟС, während viele andere Manuskripte und der Textus receptus stattdessen das Substantiv „Gott“ boten, welches als Nomen sacrum abgekürzt wurde und dann sehr ähnlich aussah: ΘС. Im Alexandrinus stand an dieser Stelle Wettstein zufolge ursprünglich ΟС. Aber von dem Wort ΕΥСΕΒΕΙΑΝ auf der Blattrückseite scheine der Querstrich des ersten Ε durchs Pergament durch, so dass man leicht die Abkürzung ΘС lesen könne. Von späterer Hand, mit anderer Tinte, war nachträglich der Überstrich hinzugefügt worden, der das Verständnis als Nomen sacrum „Gott“ dann festschrieb. Die Entdeckung hatte für Wettstein grundsätzliche Bedeutung: Verlässlich war für ihn ausschliesslich das, was er mit eigenen Augen gesehen hatte – nicht nur bei Lesarten, sondern auch bei Diskussionen um das Alter und den Wert von Manuskripten. (Durch seine Bibliotheksreisen war er Johann Albrecht Bengel, dem aus Württemberg kaum je hinausgekommenen Klosterpräzeptor von Denkendorf, in diesem Punkt weit voraus – und er spielte diesen Vorteil in den literarischen Auseinandersetzungen mit Bengel voll aus.)

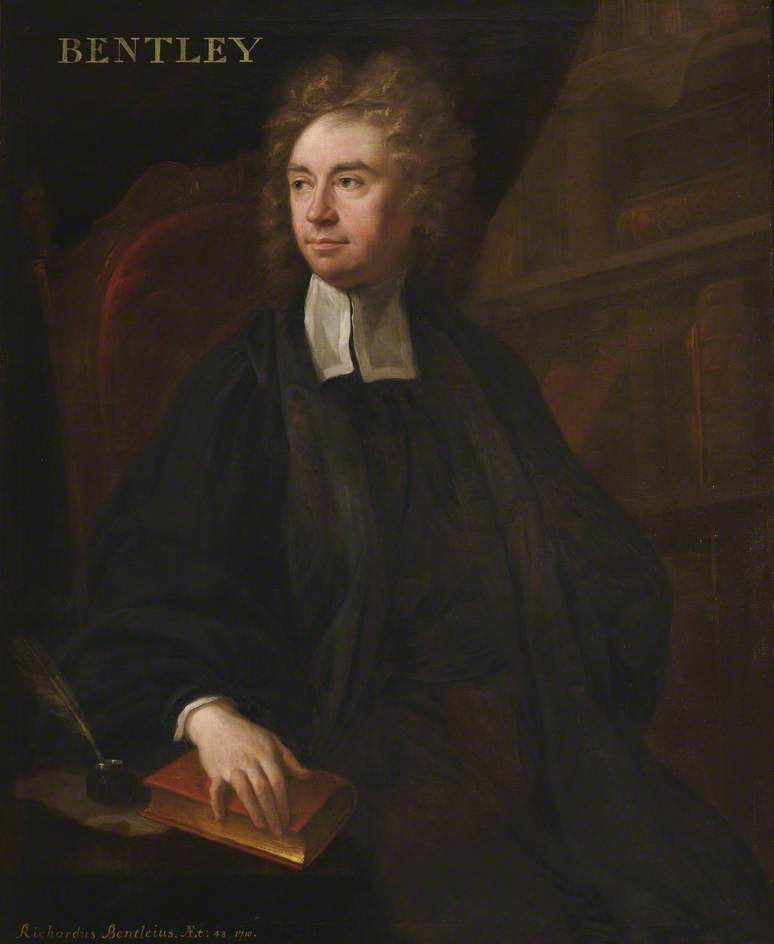
Richard Bentley

Im Trinity College in Cambridge traf Wettstein Anfang 1716 mit Richard Bentley zusammen. Er schlug Bentley vor, eine kritische Edition des griechischen Neuen Testaments zu erarbeiten und bot ihm an, dafür notwendige Kollationsarbeiten zu übernehmen. Rückblickend schrieb sich Wettstein das Verdienst zu, Bentley auf diese Idee gebracht zu haben. Bereits im Dezember 1715 hatte Wettstein das Angebot erhalten, eine Stelle als Feldprediger bei einem Schweizer Regiment in niederländischen Diensten anzutreten, das unter Leitung von Daniel de Chambrier stand. Wettstein zögerte und trat wahrscheinlich erst Anfang 1716 in das Regiment ein. Bentley ermöglichte ihm einen mehrmonatigen Urlaub und sandte ihn, ausgestattet mit 50 Guineen Reisegeld, nach Paris, um in der Königlichen Bibliothek den Codex Ephraemi Rescriptus zu kollationieren. Wettsteins Auswertung des berühmten biblischen Palimpsests aus dem 5. Jahrhundert blieb unübertroffen, bis Konstantin Tischendorf im Lauf von zwei Jahren eine komplette Transkription der unterliegenden Schrift erarbeitete, die 1843 und 1845 veröffentlicht wurde. Tischendorf nahm die Giobertsche Tinktur zur Hilfe, welche die mit Eisengallustinte geschriebenen Majuskeln tiefblau färbte und so deutlicher lesbar machte. Wettstein dagegen war ohne chemische Auffrischung der Schrift rein auf den Augenschein angewiesen. Daher beurteilte Tischendorf Wettsteins Leistung mit grossem Respekt, stellte aber auch Defizite fest. Denn Wettstein konnte den Schreiber des Textes nicht vom ersten Korrektor unterscheiden und notierte folglich oft als Text erster Hand, was erst rund hundert Jahre später vom Korrektor eingetragen wurde. Methodisch bedenklich fand Tischendorf, dass Wettstein nur die Abweichungen des Codex vom Textus receptus notierte und die Fälle, in denen beide übereinstimmen, nicht erfasste. Dadurch entstand beim Leser der falsche Eindruck, an solchen Stellen sei der Palimpsest unlesbar gewesen. Wettstein verbrachte drei Monate in Paris und machte dort die Bekanntschaft von Pierre François Le Courayer, Bernard de Montfaucon und Charles de la Rue.

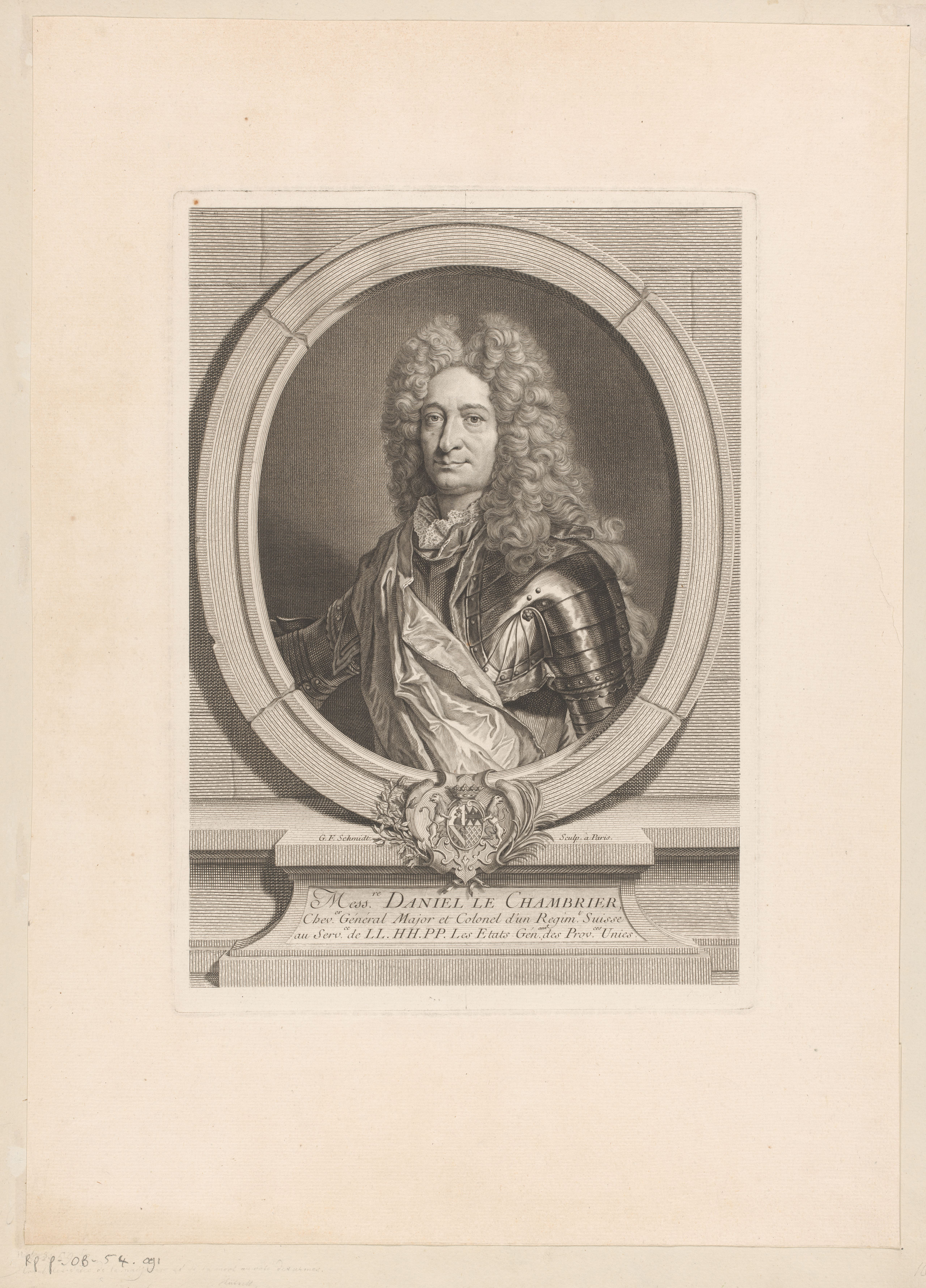
Daniel de Chambrier

Im Oktober 1716 wurde Wettsteins Regiment nach ’s-Hertogenbosch (Bois-le-Duc) verlegt. Von Paris kommend, traf Wettstein hier mit seinem Regiment zusammen und trat seine Stelle an, die ihm viel Zeit für seinen Briefwechsel mit Bentley, gelehrte Gespräche mit Chambrier sowie weiteren Studien liess. Neben dem Regiment Chambrier war ein weiteres Schweizerregiment unter Wertmüller in ’s-Hertogenbosch stationiert, bei dem ein Zürcher namens Reutlinger Feldgeistlicher war. Die Kooperation zwischen Wettstein und Reutlinger verlief problemlos; der Zürcher interessierte sich für Wettsteins Handschriftenforschungen, und über die gemeinsame Zeit in Holland hinaus blieben sie in Briefkontakt.
Reformierte Geistliche in s’Hertogenbosch waren von Wettsteins Predigten irritiert und verdächtigten ihn, Sozinianer zu sein. Sie hatten vor, ihn beim Regimentskommandanten anzuzeigen, aber bevor es so weit kam, kehrte Wettstein nach Basel zurück. Gerüchte, dass Wettstein nicht rechtgläubig sei, verbreiteten sich später durch heimkehrende Soldaten in der Schweiz.

### Pfarramt in Basel (1717–1730)
Im Juli 1717 kehrte Wettstein nach Basel zurück und trat eine Stelle als Hilfsgeistlicher (Diaconus communis) an. Er hatte keine eigene Gemeinde, sondern bekam seine Aufgaben vom Basler Antistes Hieronymus Burckhardt zugeteilt. Ein Brief an Bentley aus dem Jahr 1718 dokumentiert, dass Wettstein das Sammeln abweichender Lesarten des griechischen Neuen Testaments als seine Lebensaufgabe betrachtete – seine Aufgaben im Pfarrdienst waren ihm dabei lästig. Im Juli 1720 wurde Wettstein die zweite Pfarrstelle an der Leonhardskirche übertragen, wo er nun als Gehilfe seines Vaters amtierte. Auf Wunsch Freys übernahm Wettstein außerdem Privatkollegs zum Neuen Testament an der Basler Universität. Wettsteins Tätigkeit entsprach dem, was später als Privatdozentur institutionalisiert wurde.
Im Jahr 1721 erschienen Bentleys Proposals for a New Edition of the Greek Testament im Druck, ein Probekapitel aus der Johannesoffenbarung war beigegeben. Wettstein war von seinem Mentor stark enttäuscht. Er veranschlagte den Wert der lateinischen Übersetzung nicht so hoch wie Bentley und sah insbesondere nicht ein, dass die Wortstellung des griechischen Textes nach dem lateinischen Text korrigiert werden sollte. Ausserdem war Bentley dafür bekannt, nach seinem Sprachgefühl Konjekturen vorzunehmen – Wettstein zweifelte, dass diese Textänderungen «ebenso vertrauenswürdig wie geistreich (ut sunt tam certae quam sunt ingeniosae)» seien. Wettstein plante von jetzt an, im Verlag seiner Amsterdamer Verwandten eine eigene Edition des griechischen Neuen Testaments zu veröffentlichen. Die Grundlage für den Haupttext sollte der Codex Alexandrinus bilden; alle wichtigen Varianten sollten im Apparat verzeichnet werden. Johannes Ernst Grabe hatte den alttestamentlichen Teil des Codex Alexandrinus 1707–1720 mit Variantenapparat gedruckt; Wettstein hielt zwar den Alexandrinus für die wertvollste neutestamentliche Handschrift, wollte ihn aber nicht komplett in den Obertext der von ihm geplanten Edition des griechischen Neuen Testaments übernehmen, sondern fallweise korrigieren.
In Basel lässt sich eine Rivalität zwischen dem neu aufkommenden Pietismus und der vernünftigen Orthodoxie beobachten. Letzterer sind zwei Gesangbücher zuzuordnen, die 1726 (Gesangbüchlein oder Auszug schöner geistlicher Lieder) und 1728 (Auszug geistlicher Lieder zum Lobe Gottes und des Herrn Jesu) gedruckt wurden. Johann Jakob Wettstein wird als Verfasser vermutet.
Im Jahr 1729 hielt Johann Jakob Wettstein die Festpredigt anlässlich des 200-jährigen Basler Reformationsjubiläums. Er vertrat darin die These, den Bürgern von Basel sei es 1529 «eben so wohl um ihre politischen Freiheiten als um die seligmachende Revolution zu tun gewesen. Sie haben auch kein Geheimnis daraus gemacht …»

### Der «Wettsteinhandel» (1729–1730)
Aus Sicht der Basler Obrigkeit war «die religiöse Devianz innerhalb der reformierten Kirche» gefährlicher als Luthertum und Katholizismus, denn dieser untergrub die städtische soziale Ordnung. Der seit den 1710er Jahren in Basel nachweisbare gemässigte Pietismus wurde ebenso sanktioniert wie «unkonventionelle Ansichten» innerhalb der Pfarrerschaft.
Zu den Anfängen des Konflikts, der Wettstein schließlich seine Pfarrstelle kostete, gibt es einerseits Wettsteins eigene Darstellung, andererseits die Darstellung seiner Gegner, wie sie sich aus den Prozessakten erheben lässt. Wettstein zufolge hatte ihm ein vor Zeugen ausgetragener Streit mit Iselin und Frey die Feindschaft beider eingetragen. Der Aktenlage zufolge waren Zweifel an Wettsteins Rechtgläubigkeit dagegen außerhalb Basels laut geworden, so dass sich die Basler Theologen sozusagen widerwillig mit der Materie befassen mussten.
Ende 1728 eskalierte ein Gelehrtenstreit an der Universität Basel um die Datierung biblischer Manuskripte. Wettstein soll Iselin in Anwesenheit von Studenten einen Fehler nachgewiesen haben. Frey und Iselin fanden die Art, wie Wettstein, ihr ehemaliger Student, sein Expertenwissen herausstellte, anmassend. Von jetzt an waren sie seine entschiedenen Gegner.
Auf der Tagsatzung im Juni 1729 in Baden brachten die Zürcher und Berner Gesandten die Klage vor, dass der Basler Diaconus Wettstein den Druck eines griechischen Neuen Testaments plane, welches «nach dem Socinianismo rieche.» Dem Basler Gesandten, einem Verwandten Wettsteins, wurde nahegelegt, seine Stadt möge den Druck einer solchen schädlichen Bibelausgabe verhüten.
Im August 1729 begann der Ketzerprozess gegen Wettstein mit Einberufung eines Theologenkonvents (conventus theologicus). «Aus unvollständigen Collegienheften und zum Theil widersprechenden Aussagen seiner Zuhörer, ja auch auf Belastungszeugnisse von Handwerkern hin, die seine Predigten gehört hatten, wurden die Klagepunkte zusammengestellt und Wettstein darüber vernommen.»
Der Prozess endete mit der Amtsenthebung Wettsteins am 13. Mai 1730. Wettstein verliess Basel und zog zu seinen Verwandten nach Amsterdam.

### Von Basel nach Amsterdam (1730–1733)
Rudolf Wetstein (1679–1742) gehörte zum Amsterdamer Zweig der Familie Wettstein und war Buchdrucker. Er hatte sich auf religiöse Bücher (Bibeln, Katechismen, Psalter für Seeleute) spezialisiert. Er liess das Haus Kalverstraat 10 im Jahr 1727 neu bauen.
Anfang 1730 liess Wettstein die Prolegomena zu der geplanten Edition des griechischen Neuen Testaments bei seinen Verwandten in Amsterdam drucken. In der 201 Seiten umfassenden Schrift polemisierte ein Anonymus gegen Autoritäten wie Erasmus von Rotterdam, Faber Stapulensis und Theodor Beza. Für die Zeitgenossen war ohne weiteres klar, dass Wettstein der Verfasser war. Die Programmschrift begründete Wettsteins Ruf als Textkritiker und war folgendermassen aufgebaut:
- Kapitel 1: Liste und Klassifikation der wichtigsten neutestamentlichen Handschriften;
- Kapitel 2–5: Besprechung dieser Handschriften, nach Gruppen geordnet;
- Kapitel 6–7: Griechische Autoren, die das Neue Testament zitieren;
- Kapitel 8–9: Lateinische, koptische und syrische Übersetzungen des Neuen Testaments;
- Kapitel 10–14: Forschungsgeschichte;
- Kapitel 15: Meinung namhafter protestantischer Theologen zum Phänomen abweichender Lesarten;
- Kapitel 16: Textkritische Prinzipien, denen Wettstein bei seiner Edition folgen wollte.

In der Jahresmitte erhielt Wettstein das Angebot, eine freiwerdende Stelle als Lektor für Griechisch und Hebräisch am theologischen Seminar der Remonstranten in Amsterdam anzutreten. Bedingung war allerdings, dass Wettstein zuvor in Basel vom Vorwurf, Häretiker zu sein, freigesprochen wurde. Deshalb kehrte Wettstein Ende 1731 nach Basel zurück und strengte ein Revisionsverfahren an – mit Erfolg: am 22. März 1732 wurde das Urteil gegen ihn aufgehoben; der Basler Rat setzte ihn wieder in seine Pfarrstelle ein. Wettstein wurde aber weiterhin von einem Teil der Basler Pfarrerschaft schikaniert, und der Theologenkonvent blockierte erst seine Bewerbung auf die Hebräischprofessur der Basler Universität, dann auf eine Predigerstelle in Strassburg. Im Mai 1733 trat ein neuer Theologenkonvent zusammen, der sich darauf verlegte, Wettstein zu demütigen. Diesem reichte es nun endgültig. Er gab seine Pfarrstelle unter Protest auf und zog nach Amsterdam, um am Remonstrantenseminar zu lehren.

### Dozent des Amsterdamer Remonstrantenseminars (1734–1754)
Da der Reformierte Kirchenrat bei der Regierung der Stadt Amsterdam Beschwerde gegen Wettsteins Lehrtätigkeit einlegte, konnte ihn das Remonstrantenseminar erst nach schwierigen Verhandlungen einstellen. Wettstein durfte ausschliesslich Hebräisch und Philosophie unterrichten (also kein Griechisch). Er durfte sich nicht zum Thema Sozinianismus äussern. Er musste darauf verzichten, sein griechisches Neues Testament zu veröffentlichen. Ausserdem wurde ihm untersagt, eine Verteidigungsschrift zu veröffentlichen, in der er sich gegen die Häresievorwürfe wehrte. Im Lauf der Zeit wurden diese Auflagen immer weniger beachtet. Wettstein unterrichtete ab 1737 auch Griechisch, ab 1745 auch Kirchengeschichte und sogar Systematische Theologie. Im Jahr 1744 erhielt Wettstein einen Ruf auf die Griechischprofessur der Universität Basel (Nachfolge von Samuel Battierius). Die Amsterdamer Remonstranten wollten Wettstein halten und boten ihm eine Gehaltserhöhung an. Wettstein blieb. Als er 1745 seine alte Mutter in Basel besuchte, bereiteten ihm Universität, Kirche und Stadtverwaltung dort einen ehrenvollen Empfang.
Im Jahr 1745 hatte Wettstein Heiratspläne, die am Widerstand des Brautvaters scheiterten. Nachdem dieser gestorben war, schrieb er seinem Cousin Caspar Wettstein am 6. Januar 1746, er wolle einen letzten Versuch der Brautwerbung unternehmen – der offenbar erfolglos war. Wettstein blieb zeitlebens ledig.
Dem griechischen Neuen Testament, das Wettstein in zwei Bänden 1751 und 1752 veröffentlichte, gingen jahrelange Vorarbeiten voraus. Wettstein wurde dabei von mehreren Gelehrten unterstützt. Sein Cousin Caspar in London kollationierte Handschriften für ihn. César de Missy überliess ihm seine mit Notizen versehene Handausgabe des griechischen Neuen Testaments. Wettstein bat Kardinal Angelo Maria Quirini in Rom brieflich um die Kollation einer Handschrift der Johannesoffenbarung. Er erhielt sie auch, aber so spät, dass er sie nicht mehr ganz in den kritischen Apparat einarbeiten konnte. Daher gab er sie seiner Edition als Anhang bei.
Beide Bände weisen Titelblattillustrationen auf. Sie wurden von niederländischen Künstlern mit französischem Hintergrund ausgeführt: der Kupferstecher Pieter Tanjé arbeitete nach Zeichnungen von Louis Fabritius Du Bourg. Diese neuen Bildfindungen im Sinne der Aufklärung setzen wahrscheinlich Wellhausens Vorgaben um. Die Illustration des ersten Bandes stellt in der Bildmitte Christus als Hohepriester im Sinne von Hebr 10,4–13  dar; die am linken Bildrand vor dem Siebenarmigen Leuchter sitzende männliche Gestalt ist in einen Fellschurz gekleidet und lässt sich als Johannes der Täufer verstehen. Er gilt als „Vermittler zwischen Altem und Neuem Bund“. Am rechten Bildrand schart sich eine Gruppe um eine sitzende Figur (Zeus, Jupiter oder den römischen Kaiser), um sie kultisch zu verehren; im Hintergrund sieht man einen antik-heidnischen Rundtempel. Für Wettsteins textkritische Arbeit war dieser Abschnitt aus dem Hebräerbrief insofern wichtig, als er selbst die älteste zu seiner Zeit bekannte Textfassung im Codex Basiliensis untersuchte. Wettstein interpretierte diese Bibelstelle in reformiert-calvinistischer Tradition. Darum wird der jüdische Hohepriester nicht, wie es älteren christlichen und besonders lutherischen Bibelillustrationen entsprochen hätte, als Antityp Christi dargestellt, sondern die Kontinuität von Judentum und Christentum betont, die gemeinsam im Gegensatz zum Polytheismus stehen. Die Titelillustration des zweiten Bandes stellt die beiden Hauptakteure der Apostelgeschichte in den Mittelpunkt: Simon Petrus und Paulus von Tarsus. Hinter Simon Petrus fliehen Menschen aus einer brennenden Stadt. Gemeint ist eine von mehreren Zerstörungen Jerusalems, also der Beginn der babylonischen Gefangenschaft und/oder die Einnahme Jerusalems durch römische Legionen unter Titus. Paulus dagegen deutet auf einen heidnischen Tempel, in den Gottes strafender Blitz gefahren ist; im Vordergrund liegt ein zerstörtes heidnisches Kultbild, von dem eine Ratte flieht. Zusammengefasst verkörpern Petrus und Paulus auf diesem Frontispiz die apostolische Botschaft, die an die Stelle des jüdischen und heidnischen Tempelkultes getreten sei.
Im Sommer 1753 besuchte Wettstein seine Verwandten in der Schweiz. Er verbrachte längere Zeit bei seinem Bruder Peter und unternahm Jagdausflüge mit ihm. Dabei sondierte er, ob die Umstände für eine Rückkehr in seine Heimatstadt Basel günstig waren. Zurückgekehrt nach Amsterdam, zog sich Wettstein aus unbekannter Ursache eine schwere Verbrennung seines rechten Beins zu. Am 8. März 1754 beschrieb er in einem Brief an seinen Cousin Caspar seinen «sehr beklagenswerten Zustand»: An dem verletzten Bein habe sich die von Medizinern und Chirurgen gefürchtete feuchte Gangrän gebildet, also eine Besiedelung des abgestorbenen Gewebes durch Fäulnisbakterien. Nach mehreren erfolglosen Operationen habe man die Hoffnung auf Heilung aufgegeben. Dabei habe er weder Fieber noch Schmerzen und könne sogar vom Bett aus arbeiten. Aus der Todesurkunde, die die Stadt Amsterdam dem Cousin zusandte, geht hervor, dass Wettstein etwa sechs Wochen bettlägerig war, bevor er am 23. März 1754 im Alter von 61 Jahren starb. Die Beerdigung in der Amsterdamer Nieuwe Kerk fand am 28. März statt.

## Werk

### Textkritik
Johann Jakob Wettsteins Prolegomena (1730) bieten die erste Methodologie der neutestamentlichen Textkritik in Form von 19 Regeln (animadversiones et cautiones) zur Bewertung der unterschiedlichen Lesarten in den griechischen Manuskripten. In der zweiten Auflage seines Novum Testamentum Graecum (1752) wurde diese Abhandlung in überarbeiteter Form nochmals abgedruckt. Alle Methoden, die für die Erarbeitung von Textausgaben antiker Autoren genutzt wurden, sollten nach Wettsteins Überzeugung auch bei Bibeltexten angewendet werden. Wettstein druckte in seinem Novum Testamentum Graecum den Textus receptus zusammen mit einem negativen Apparat ab. Silvia Castelli betont, dass dies kein Zugeständnis an seine Kritiker gewesen sei, sondern im Gegenteil die Autorität des Textus receptus brechen sollte. Der Apparat war für Wettstein demnach der Ort, wo er seine eigenen textkritischen Präferenzen gut sichtbar präsentierte. Wie Bentley befürwortete er Konjekturen gegen den Textus receptus, obwohl er selbst selten davon Gebrauch machte.
Für die inneren Kriterien der Textkritik leistete Wettstein einen bedeutenden Beitrag. Die Regel, die schwierigere Lesart (lectio difficilior) vorzuziehen, stammt nicht von ihm; aber er trug dazu bei, sie genauer zu bestimmen. Wettstein wandte der indirekten Bezeugung des Bibeltextes durch Zitate bei frühchristlichen Autoren besondere Aufmerksamkeit zu; in der Tradition Wettsteins und anderer Textkritiker des 18. Jahrhunderts werden diese Belege aus der altkirchlichen Literatur in kritischen Textausgaben bis heute verzeichnet. Die «orthodoxe Lesart» war für ihn mehr als der Textus receptus. Es war die Textfassung, von der er annahm, dass sie von Autoren der Grosskirche im fünften Jahrhundert vertreten wurde. Deshalb bevorzugte er in 1 Kor 10,9 , gestützt auf die Autorität des Epiphanios von Salamis, die Lesart Κύριον gegen das sehr gut bezeugte und auch vom Textus receptus gebotene Χριστόν, eine nach Wettsteins Meinung durch Anhänger Marcions vorgenommene Textänderung. Aber die «orthodoxe Lesart» war nach Wettstein nicht in jedem Fall die bessere. Im Einzelfall konnte sich eine frühe Lesart auch bei einem «häretischen» Autor erhalten haben.

### Religionsgeschichtlicher Vergleich
Auf jeder Seite seines Novum Testamentum Graecum bot Wettstein zwischen dem Obertext und dem kritischen Apparat zahlreiche Parallelen aus der antiken griechischen, römischen und rabbinischen Literatur. Das war eine Fundgrube für Exegeten. Manchmal erläuterten Wettsteins Parallelen ein im Neuen Testament vorkommendes griechisches Wort – diese von Wettstein gesammelten Informationen wurden in die Wörterbücher des neutestamentlichen Griechisch übernommen und auf diese Weise weit rezipiert. Andere Parallelen waren inhaltlicher Art. Beispielsweise verzeichnete Wettstein zu Mt 1,20  24 Beispiele aus der antiken Literatur, in denen eine irdische Frau eine Gottheit zur Welt bringt. Dieses Material wurde, meist ohne Wettstein als Quelle zu nennen, in Kommentaren zum Neuen Testament benutzt.

## Veröffentlichungen
- [Dissertatio De Variis Lectionibus Novi Testamenti]: Dissertatio De Variis Lectionibus Novi Testamenti. Quam … Sub Praesidio D. J. Ludovici Frey SS. Theol. Doctor. & Profess. Extraord. Historiar. Ordinarii Celeberr. Publicè defendet Jo. Jacobus Wetstenius, A. L. M. Auctor. Die 17. Martii MDCCXIII. Typis Friderici Lüdii, Academ. Typogr, Basileae 1713. (doi:10.3931/e-rara-81601) (Freiburger historische Bestände – digital).
- als Hrsg.: Außzug [Auszug] geistlicher Lieder zum Lobe Gottes und des Herren Jesu. Gedruckt bey Johann Heinrich Decker, Basel 1728, (urn:nbn:de:gbv:9-g-5088570).
- Prolegomena ad Novi Testamenti graeci editionem accuratissimam e vetustissimis codicibus MS. denuo procurandam; in quibus agitur de Codicibus MS. Novi Testamenti, scriptoribus graecis, qui Novo Testamento usi sunt, versionibus veteribus, editonibus prioribus et claris interpretibus, et proponuntur animadversiones et cautiones ad examen variarum lectionum Novi Testamenti necessariae. Wetsten & Smith, Amsterdam 1730. (doi:10.3931/e-rara-49178) Semler gab dieses Werk 1764 neu heraus:

Semler gab dieses Werk mehrfach heraus:
- Ioh. Iac. Wetstenii Prolegomena In Novum Testamentum : Cum Quibusdam Characterum Graecorum Et Latinorum In Libris Manuscriptis Exemplis. Notas Adiecit Atque Appendicem De Vetustioribus Latinis Recensionibus Quae In Variis Codicibus Supersunt Ioh. Sal. Semler. Renger, Halae Magdeburgicae 1764 (Digitalisat MDZ)

- Christliche Predigt wider die zauberischen und abergläubischen Künste, über Esa. 8, 19-22; gehalten in der Pfarrkirche bei St. Leonhard in Basel, den 31. August 1732, auf hochobrigkeitl. Verordnung bei öffentlicher Vorstellung einer ärgerlichen Person. Pistorius, Basel 1732. (Digitalisat)
- J. R. Wetstenii, Ecclesiae Basiliensis Pastoris, (patris editoris) ad reformatas Helvetiae atque foederatarum civitatum Ecclesias, Epistola. Wetsten & Smith, Amsterdam 1733.
- Io. Iacobi Wetstenii Basiliensis orthodoxia a falsis criminationibus ... Io. Ludovici Frey theologiae in Academia Basiliensi professoris extraordinarii aliorumque vindicata Orthodoxia a falsis criminationibus J. L. Frey vindicata. Wetsten & Smith, Amsterdam 1733.[50]
- Oratio funebris in obitum viri celeberrimi Joannis Clerici, philosophiæ & historiæ ecclesiasticæ inter remonstrantrantes professoris, habita a. d. viii Calend. Martii MDCCXXXVI. Apud J. Wetstenium & G. Smith, Amstelaedami 1736, (Volltext in der Google-Buchsuche).
- Jo. Jacobi Wetstenii Sermo in funere viri plurimum venerandi Joannis Driebergii, theologiae inter remonstrantes professoris, habitus a. d. XI. Kal. Iunii MDCCXLVI. apud Adrianum Slaats, Amstelaedami 1746, (Volltext in der Google-Buchsuche).
- Ἡ Καινὴ Διαθήκη [Hē Kainē Diathēkē], Novum Testamentum Graecum, editionis receptae, cum lectionibus variantibus, codicum mss., editionum aliarum, versionum et patrum, nec non commentario pleniore scriptoribus veteribus Hebraeis, Graecis et Latinis […]. Ex officina Dommeriana [Dommer], Amstelaedami [Amsterdam], 1751–1752.
  - Tomus I. Continens quatuor Evangelia. 1751, (Digitalisat Tomus I – Internet Archive).
  - Tomus II. Continens Epistolas Pauli, Acta Apostolorum, Epistolas Canonicas et Apocalypsin. 1752, Digitalisat Tomus II – Internet Archive.
  - teilw daran angebunden: Papst Clemens von Rom: [Epistolae duae ad Corinthios] Duae Epistolae S. Clementis Romani, Discipuli Petri Apostoli, Quas Ex Codice Manuscripto Novi Testamenti Syriaci Nunc Primum Erutas, Cum Versione Latina Apposita, Edidit Jo. Jacobus Wetstenius. Typis Eliae Luzac, Jun. [Elie Luzac], Lugduni Batavorum [Leiden], 1752, (Text altsyrisch und lateinisch), (Digitalisat – Internet Archive).
- Jo. Jacobi Wetstenii Epistola Ad Virum Plurimum Venerandum H. Venema; De Duabus Clementis Romani Ad Virgines Epistolis, Ex Codice Syriaco Nuper Editis. Apud Adrianum Slaats, Bibliopolam, Amstelaedami 1754, (Lateinisch), (Volltext in der Google-Buchsuche), (Digitalisat UB Tübingen).

### Lexikonartikel
- Johann Georg Meusel: Lexikon der vom Jahr 1750 bis 1800 verstorbenen teutschen Schriftsteller. Gerhard Fleischer d. J., Leipzig, 1815, Bd. 15, S. 67, (Online)
- Heinrich Doering: Die gelehrten Theologen Deutschlands im achtzehnten und neunzehnten Jahrhundert. Verlag Johann Karl Gottfried Wagner, 1835, Neustadt an der Orla, Bd. 4, S. 705, (Online)
- Jakob Arnold von Salis: Wettstein, Johann Jakob. In: Allgemeine Deutsche Biographie (ADB). Band 42, Duncker & Humblot, Leipzig 1897, S. 251–254.
- Carl Bertheau: Wettstein, Johann Jacob. In: Realencyklopädie für protestantische Theologie und Kirche (RE). 3. Auflage. Band 21, Hinrichs, Leipzig 1908, S. 198–203.
- Willem Johan Lente: Het leven en werken van Johan Jakob Wettstein. Adriani, Leiden 1902.
- Ernst Staehelin: Johann Ludwig Frey, Johannes Grynaeus und das Frey-Grynaeische Institut in Basel. Buchdruckerei Friedrich Reinhardt ag., Basel 1947, S. 59–83 und 94–98.
- Gerard Mussies: Wettstein (Wetstenius) Johann Jacob In: Biografisch lexicon voor de geschiedenis van het Nederlands protestantisme. Kok, Kampen 1988, ISBN 9024244617, Bd. 3, S. 394–399, (niederländisch) aktueller Forschungsstand!
- Udo Schnelle: Wettstein, Johann Jakob. In: Theologische Realenzyklopädie (TRE). Band 35, de Gruyter, Berlin / New York 2003, ISBN 3-11-017781-1, S. 723–727.
- Bastian Lemitz: Wettstein (Wetstenius), Johann Jakob. In: Biographisch-Bibliographisches Kirchenlexikon (BBKL). Band 37, Bautz, Nordhausen 2016, ISBN 978-3-95948-142-7, Sp. 1434–1445.

### Monographien
- Silvia Castelli: Johann Jakob Wettstein’s Principles for New Testament Textual Criticism: A Fight for Scholarly Freedom (= New Testament Tools, Studies, and Documents. Band 62). Brill, Leiden/Boston 2020. ISBN 978-90-04-43563-6.
- Karl Rudolf Hagenbach: Die theologische Schule Basels und ihre Lehrer von Stiftung der Hochschule 1460 bis zu (Wilhelm Martin Leberecht) Dewette's Tod 1849 / Zur vierten Säcularfeier der Universität Basel im Auftrag der theologischen Facultät. Schweighauer’sche Universitäts-Buchdruckerei, Basel 1860.
- Charles L. Hulbert-Powell: John James Wettstein 1693–1754. London o. J. (1938).
- Manfred Lang, Joseph Verheyden (Hrsg.): Goldene Anfänge und Aufbrüche: Johann Jakob Wettstein und die Apostelgeschichte (= Arbeiten zur Bibel und ihrer Geschichte. Band 57). EVA, Leipzig 2016. ISBN 978-3-374-04614-0.
- Otto Merk: Von Jean-Alphonse Turretini zu Johann Jakob Wettstein. In: Ders., Wissenschaftsgeschichte und Exegese. De Gruyter, Berlin u. a. 1998, S. 47–70.
- Gerald Seelig: Religionsgeschichtliche Methode in Vergangenheit und Gegenwart: Studien zur Geschichte und Methode des religionsgeschichtlichen Vergleichs in der neutestamentlichen Wissenschaft (= Arbeiten zur Bibel und ihrer Geschichte. Band 7). EVA, Leipzig 2001. ISBN 3-374-01909-9.

### Artikel
- Heinrich Böttger: Johan Jakob Wettstein’s widrige Schicksale während der erstern Zeit seiner Anstellung am remonstrantischen Seminarium zu Amsterdam. In: Zeitschrift für die historische Theologie N. F. Band 40 (1870), S. 475–515. (Digitalisat)
- Fritz Burckhardt: Johann Rudolf Wettstein’s männliche Nachkommen in Basel. In: Basler Jahrbuch 1911, S. 60–87. (Digitalisat)
- Karl Rudolf Hagenbach: Johann Jakob Wettstein, der Kritiker, und seine Gegner. Ein Beitrag zur Geschichte des theologischen Geistes in der ersten Hälfte des 18ten Jahrhunderts. In: Zeitschrift für die historische Theologie N. F. Band 3 (1839), S. 73–152. (Digitalisat)
- Jan Krans: «Mon cher cousin»: Johann Jakob Wettstein’s Letters to His Cousin Caspar. In: Manfred Lang, Joseph Verheyden (Hrsg.): Goldene Anfänge und Aufbrüche: Johann Jakob Wettstein und die Apostelgeschichte, Leipzig 2016, S. 49–64.
- Jan Krans: Johann Jakob Wettstein. New Sources, New Problems, and New Possibilities for Digital Research. In: Journal of Religion, Media, and Digital Culture. Band 5.1 (2016), S. 73–88.
- Jan Krans: Stronger than Fiction: The 'Velesian Readings' of the Greek New Testament. In: Dirk van Miert et al.: Scriptural Authority and Biblical Criticism in the Dutch Golden Age: God’s Word Questioned. OUP, Oxford 2017, S. 73–90.
- Jan Krans, Silvia Castelli: The Freedom to Change the Text of the New Testament? Wettstein’s Treatment of Mark. In: Peter-Ben Smit, Eva van Urk (Hrsg.): Parrhesia: Ancient and Modern Perspectives on Freedom of Speech (= Studies in Theology and Religion, Band 25). Brill, Leiden 2018, S. 137–157.
- Esther P. Wipfler: J. J. Wettstein und die Kunst der Aufklärung: Die Illustration der Frontispize des Novum Testamentum Graecum. In: Manfred Lang, Joseph Verheyden (Hrsg.): Goldene Anfänge und Aufbrüche: Johann Jakob Wettstein und die Apostelgeschichte, Leipzig 2016, S. 93–119.